# اولا جیلو
اولا جیلو (انگلیسی: Ola Gjeilo؛ زادهٔ ۵ مهٔ ۱۹۷۸) موسیقی‌دان اهل نروژ است.